# 卡洛斯·桑索雷斯
卡洛斯·阿德里安·桑索雷斯·阿塞維多（西班牙語：Carlos Adrian Sansores Acevedo，1997年6月25日—）是一名墨西哥男子跆拳道運動員。他曾經獲得2019年世界跆拳道錦標賽男子87公斤以上級銀牌。

## 外部連結
- TaekwondoData.com（页面存档备份，存于）
- 卡洛斯·桑索雷斯的Instagram帳戶